# Fortaleza de Azov
La fortaleza de Azov (del ruso: Азо́вская крепость) es una fortificación histórica situada en Azov en la orilla izquierda de uno de los distributarios del delta del Don, donde confluye el pequeño río Azovka. Es parte del raión de Azov del óblast de Rostov de Rusia. Su posición domina el río Don y el puerto de Azov. Está compuesta de murallas, torres de vigilancia y puertas. La fortaleza, anteriormente conocida como Azak (Азак), fue edificada por el Imperio otomano en 1475 para el control del acceso al mar de Azov y las fronteras septentrionales del Imperio. Tras varios conflictos bélicos se firmó un tratado de paz en Constantinopla el 13 de julio de 1700 entre el Zarato ruso y el Imperio por el que se reconocía la posesión rusa del área de Azov. En 1711 regresó a dominio otomano por el tratado del Prut y en 1739 de nuevo al Imperio ruso por el tratado de Belgrado. Tras esta guerra la fortaleza fue destruida y los únicos restos que han quedado son la puerta Alekséyevski y un fragmento de muralla de hasta 30 metros de ancho y 15 metros de altura.

## Historia

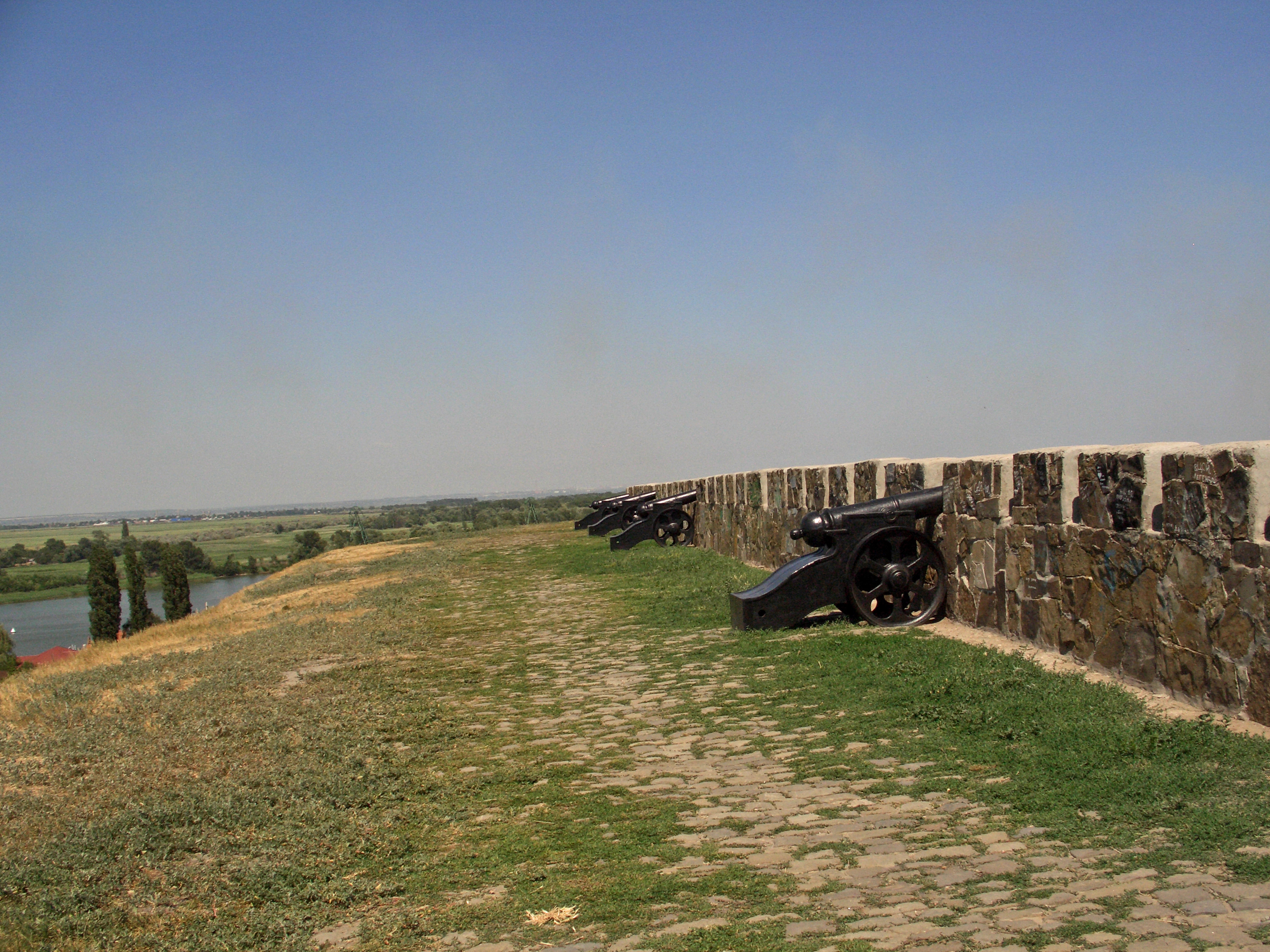
Vista de la muralla.

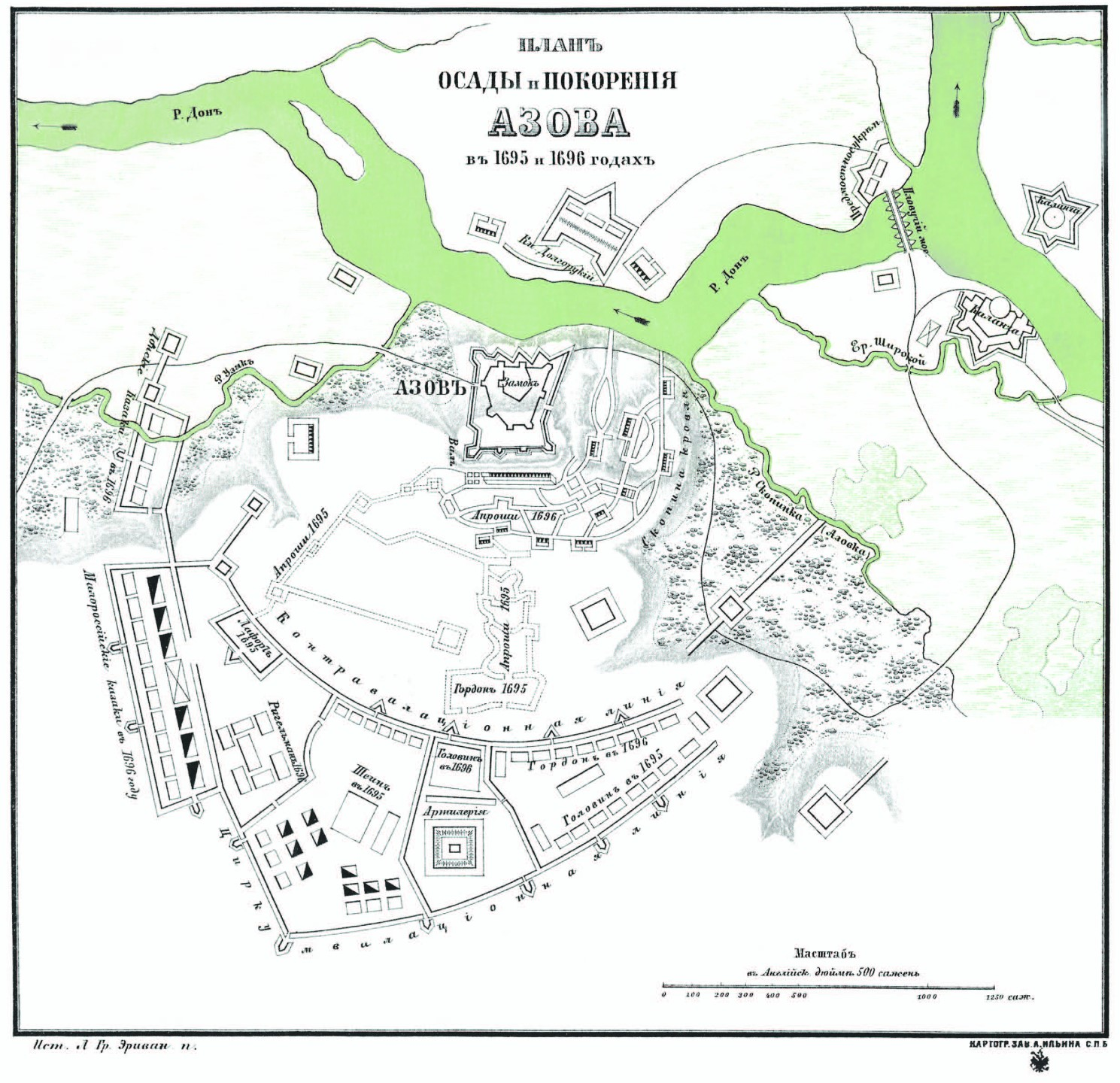
Plano de las posiciones de asedio en las campañas de Azov.

Hasta la segunda mitad del siglo XV en el lugar de la fortaleza de Azov se situaba la  colonia genovesa y veneciana de Tana, importante en el comercio entre Oriente y Occidente. En 1471 la ciudad era conquistada por el Imperio otomano, que en 1475 construía allí una imponente fortaleza, con muros de piedra con 11 torres ceñidos a la colina, dotados de fosos y terraplenes de tierra. Las murallas protegían a una guarnición de infantería de cuatro mil soldados y más de 200 cañones.
En junio de 1637, los cosacos del Don y los cosacos de Zaporizhia tomaron por asalto la fortaleza. Para su defensa por el lado de la estepa se creó un destacamento de 400 jinetes. En 1641 los otomanos trataron de recuperarla con tropas bajo el mando del comandante Husein-pachá, pero las grandes bajas le hicieron retroceder derrotado, y la fortaleza quedó prácticamente destruida por el intenso fuego de artillería.
Tras rechazar con dificultades este ataque los cosacos le ofrecieron a Miguel I de Rusia el poner la fortaleza bajo su protección, pero el zar de Rusia y el zemski sobor respondieron que el país no estaba preparado para una nueva guerra con el Imperio otomano. Los cosacos no tenían sufiecientes recursos para la reconstrucción de la fortaleza, por lo que ante la respuesta rusa, la abandonaron en verano de 1642.
Pedro el Grande lideró las campañas de Azov de 1695-1696. La expedición militar avanzó por tierra y por los ríos Vorónezh, Volga y Don. El primer intento de asalto bajo el mando del almirante general Franz Lefort fue llevado a cabo el 5 de augusto de 1695 El ejército ruso consiguió tomar alguna torre. El número de muertos y heridos entre los rusos llegó a los 1 500. El segundo intento fue llevado a término el 25 de septiembre. El Regimiento Preobrazhenski de la Guardia y el Regimiento Semiónovski, bajo el mando de Fiódor Apraksin ocuparon la mayor parte de las fortificaciones y consiguieron entrar en la ciudad. Sin embargo los turcos consiguieron reagruparse haciendo que se levantara el asedio el 2 de octubre.
La segunda campaña de Azov se llevó a cabo en julio de 1696. Los preparativos del segundo asalto finalizaron el 16 de julio. 1 500 cosacos del Don y de Zaporizhia se lanzaron al asalto el 17 de julio tomando dos bastiones. La guarnición de la fortaleza se rindió el 19 de julio tras un largo periodo de bombardeo de artillería. En 1700, la firma del tratado de Constantinopla el Imperio otomano reconocía la posesión rusa de la fortaleza.
El tratado del Prut de 1711 estipulaba el retorno de Azov al Imperio otomano. El Zarato de Rusia fue obligado a firmar el tratado por la mala situación de su ejército a orillas del Prut al fin de la guerra ruso turca de 1710-1711. 
El Ejército del Don, con 28.000 hombres, bajo el mando del comandante imperial Peter Lacy asedió la fortaleza en 1736. Las tropas rusas hicieron un uso continuado de la artillería sobre la fortaleza desde el 11 de junio. Lacy dio la orden de asalto la noche del 28 al 29 de junio. Durante la batalla, el ejército ruso encontró una resistencia inesperada. Tras el asalto nocturno el Pachá Mustafá Agá rindió la fortaleza a los rusos. Por el tratado de Belgrado la ciudad pasó al Imperio ruso.
En 1935 se llevaron a cabo trabajos de restauración y excavación arqueológica.

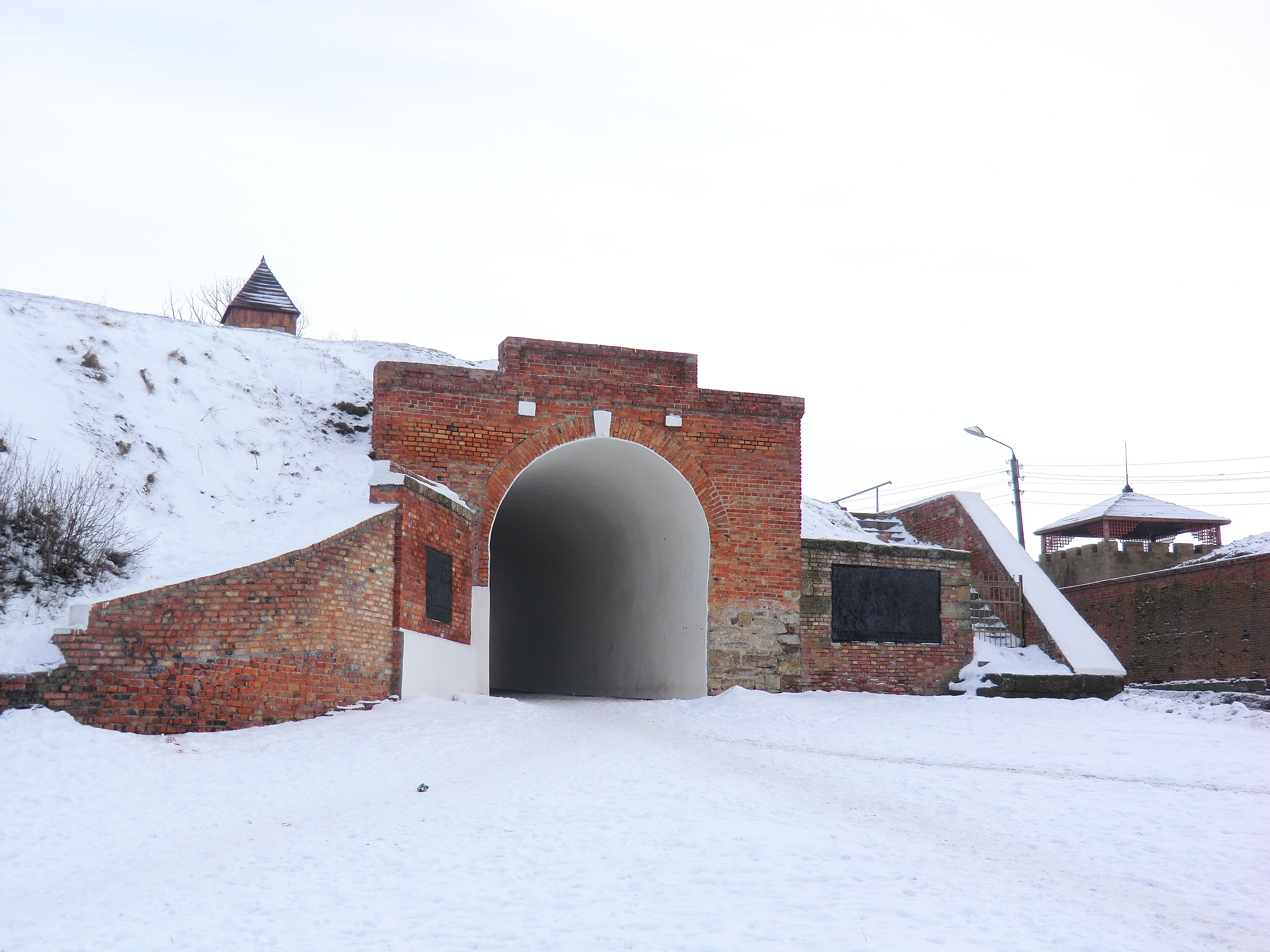
Puerta Alekséyevskoye de la fortaleza.

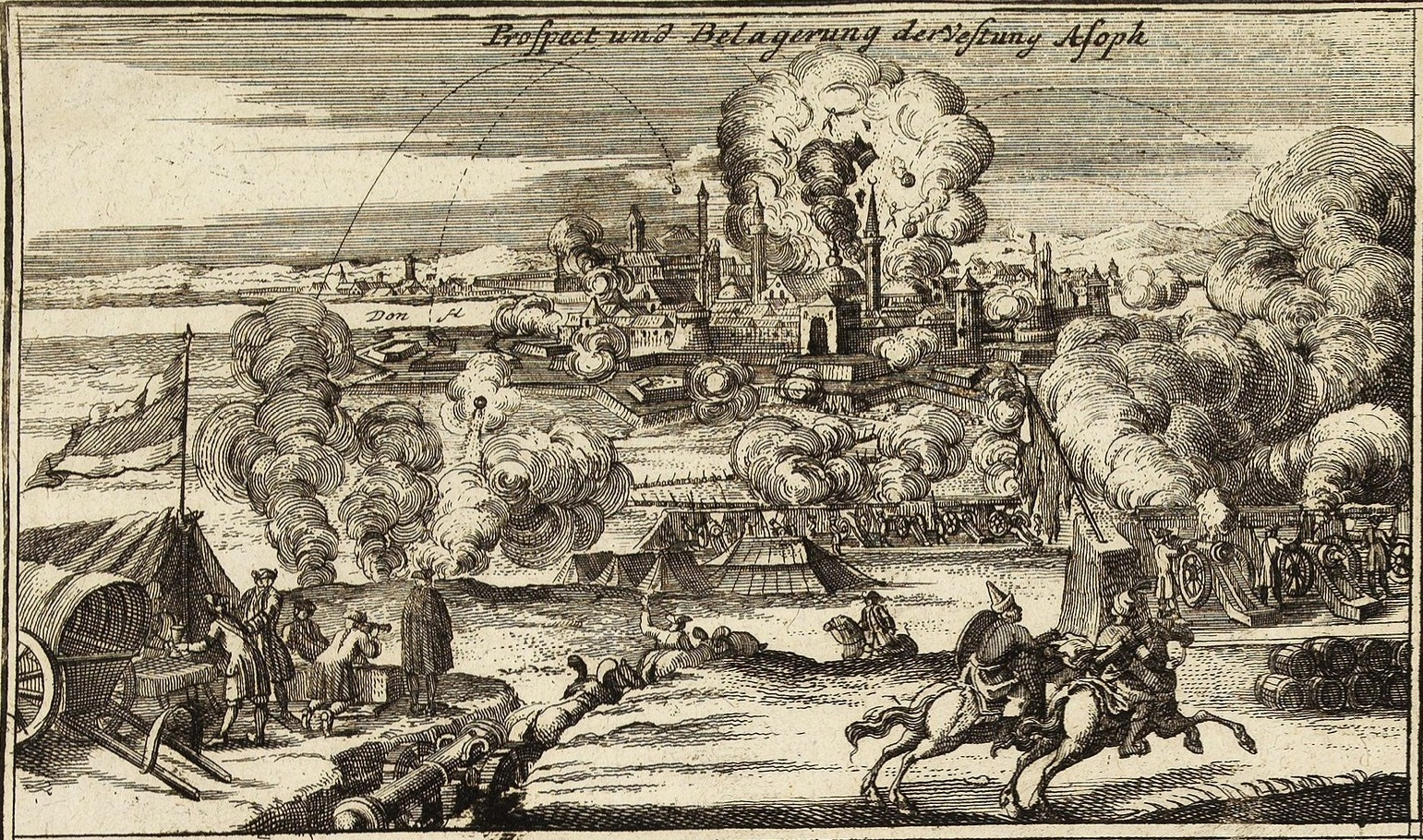
Ilustración del asedio de Azov de 1736.
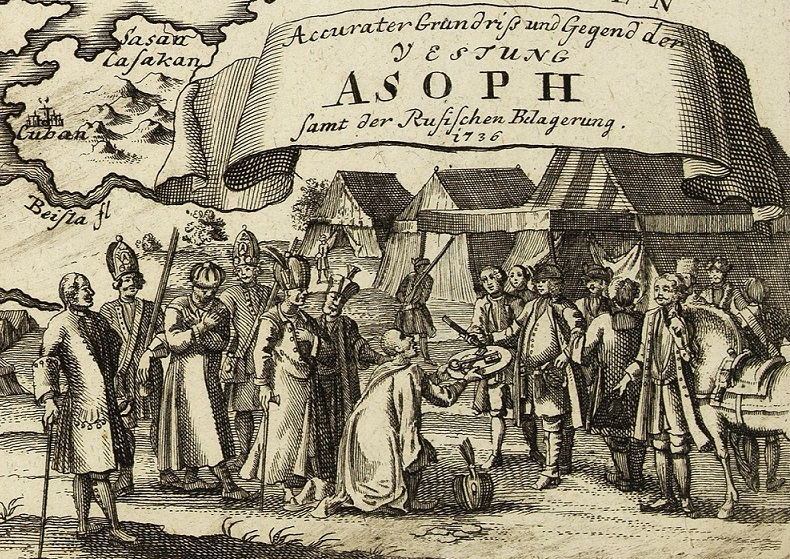
Rendición de la fortaleza de Azov por el Pachá Mustafá agá.